# Односталко, Владимир Анатольевич
Владимир Анатольевич Односталко (рум. Vladimir Odnostalco; род. 31 октября 1984, с. Ферапонтьевка, Молдавская ССР, СССР) — молдавский политик. Депутат Парламента Республики Молдова.

## Биография

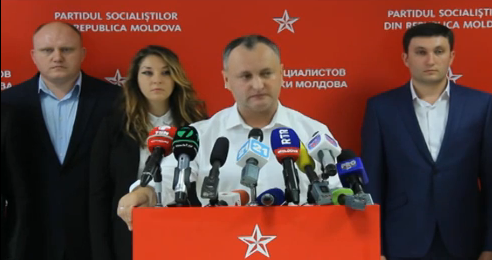
Депутаты-социалисты Василий Боля, Марина Радван, Игорь Додон и Владимир Односталко (справа) на пресс-конференции (12 сентября 2014)

Владимир Односталко родился в селе Ферапонтьевка на юге Молдовы. Окончив школу в родном селе уехал учиться в Кишинёв. Окончил университет ULIM и Академию при Президенте Республики Молдова. Будучи студентом вступил в молодёжную организацию Партии коммунистов Республики Молдова «Комсомол». Став руководителем Территориальной организации «Комсомола» в секторе Рышкановка.
В 2011 году покинул ряды коммунистов. Примкнул к Партии социалистов Республики Молдова (ПСРМ).
В 2014 году на очередных парламентских выборах ПСРМ получила 25 мандатов. Тогда он и стал депутатом.
С 2019 года является вице-председателем парламентской комиссии по социальной защите, здравоохранению и семье.
С 2023 года является секретарём фракции Блока коммунистов и социалистов в парламенте Республики Молдова.
С 2023 года является членом Постоянного бюро парламента Республики Молдова.

## Карьера
- В 2011 году вступил в ряды Партии социалистов Республики Молдова (ПСРМ).
- В 2011 году участвовал в создании молодёжной организации ПСРМ — «Молодой Гвардии».
- В 2014 баллотировался[1] в Парламент Республики Молдова по спискам ПСРМ, занимая 22 место в списке. По итогам выборов вошёл в Парламент.
- В 2019 году баллотировался[2] в Парламент Республики Молдова по спискам ПСРМ, занимая 16 место в списке. По итогам выборов вошёл в Парламент, став депутатом.
- В 2021 году баллотировался[3] в Парламент Республики Молдова по спискам Блока коммунистов и социалистов, занимая 22-е место в списке. По итогам выборов вошёл в Парламент, вновь став депутатом.